# ایلتریاکوو
ایلتریاکوو (انگلیسی: Ilteryakovo) یک شهرک در شهرستان کارماسکالینسکی استان باشقیرستان کشور روسیه است.